# Bolívar, Barinas
Bolívar là một khu tự quản thuộc bang Barinas, Venezuela. Thủ phủ của khu tự quản Bolívar đóng tại Barinitas. Khự tự quản Bolívar có diện tích 58 km2, dân số theo điều tra dân số ngày 21 tháng 10 năm 2001 là 38062 người. 